# 高才兴
高才兴（1941年—），江苏常州人。中国篮球教练、裁判员，1959年开始成为裁判员，1978年5月成为国际裁判员。1999年被评为新中国篮球50杰。